# گریت وال دییر
گریت وال دییر (انگلیسی: Great Wall Deer) یک وانت ساخته شده توسط شرکت چینی گریت وال موتورز است. این خودرو یک نسخه کپی برداری شده از نسل ششم تویوتا هایلوکس است. این خودرو محبوب‌ترین وانت چین در طول نه سال بوده‌است و همچنین به مکان‌های زیادی مثل آفریقا و آمریکای لاتین صادر می‌گشت. تولید این خودرو در ماه مارس سال ۱۹۹۶ آغاز شد و در ماه ژوئن سال ۲۰۱۳ متوقف شد.

## نسخه‌ها
این خودرو در پنج نسخه عرضه می‌گشت که عبارتند از:
- اکسترا لانگ تک کابین
- یک و نیم کابین
- استاندارد دو کابین
- مدیوم دو کابین
- اکسترا لانگ دو کابین

## نگارخانه

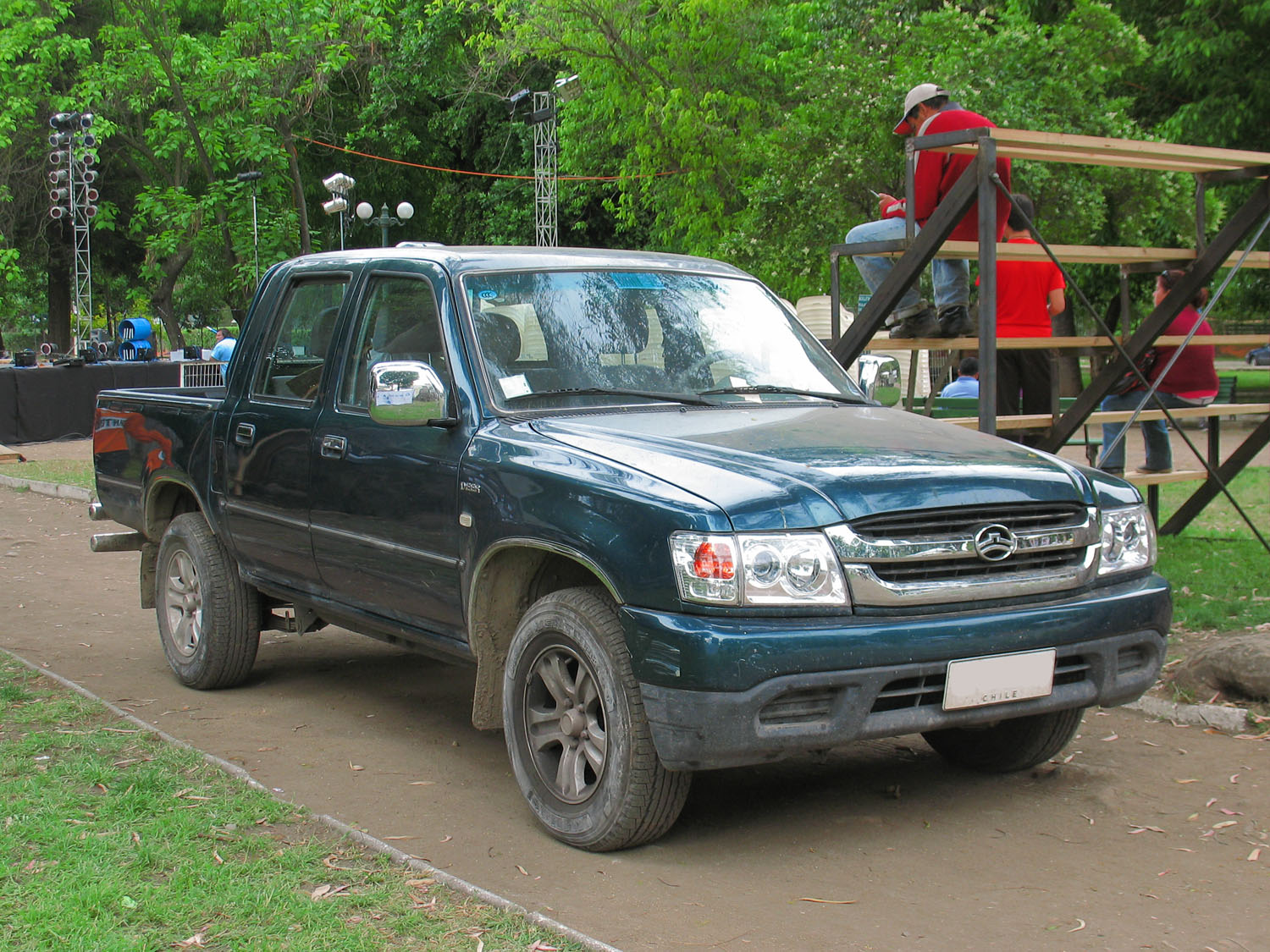
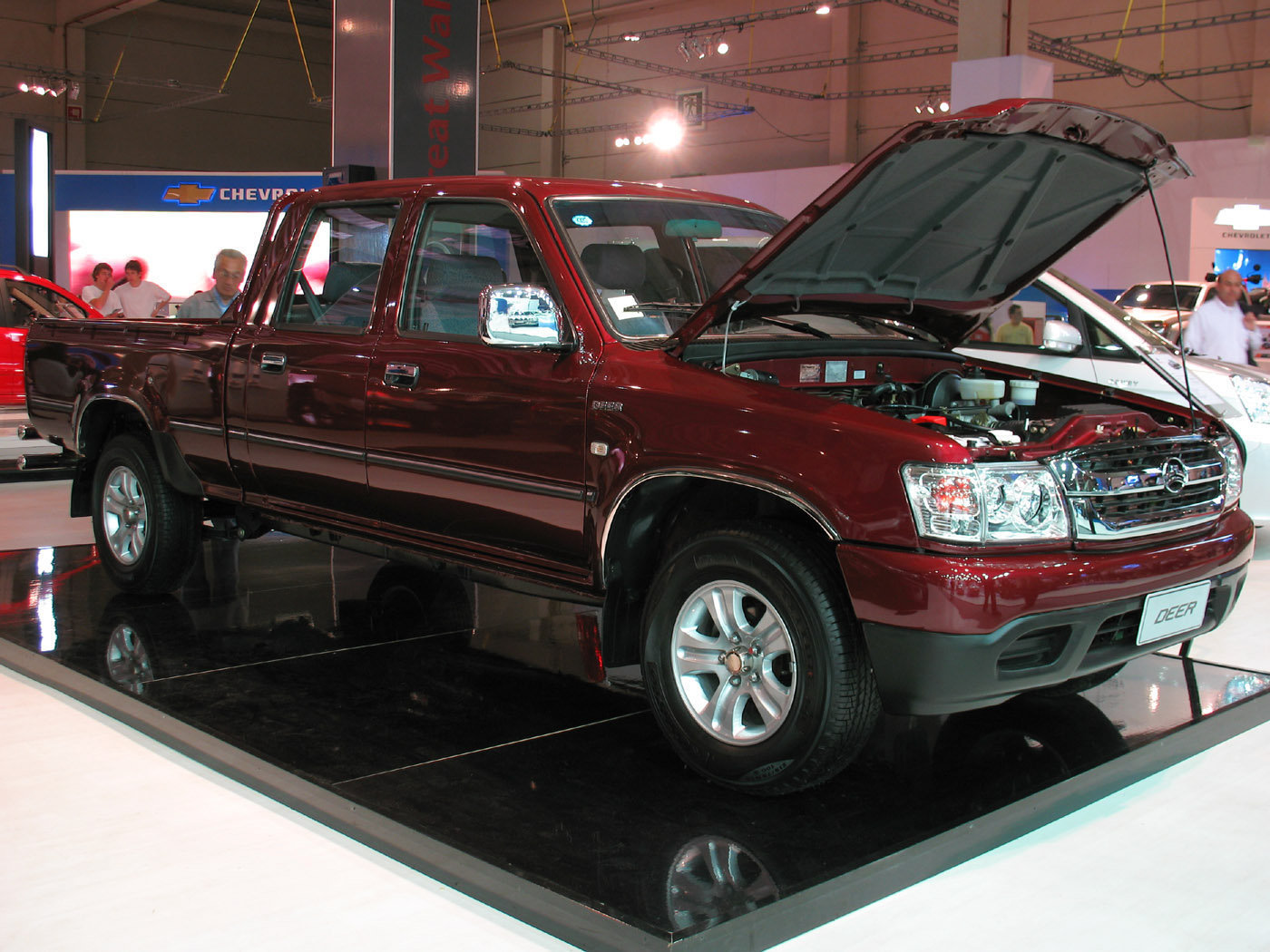